# 肯定前件
在逻辑中，肯定前件（拉丁語：modus ponens）是有效的、简单的论证形式（常缩写为MP）:
如果P，则Q；且P為真，故Q為真。

## 形式符號
肯定前件規則可以用相繼式符號寫為：
{\displaystyle P\to Q,P\vdash Q}
或用規則形式寫為：
{\displaystyle \qquad {\frac {P\rightarrow Q,P}{Q}}}

## 解說
在元邏輯中肯定前件是切规则。切消定理声称切是在某些逻辑演算（相继式演算）中有效的（可容纳规则）。
这个论证形式有两个前提。第一个前提是"if-then"或逻辑条件断言，表示为P蕴涵Q。第二个前提是这个条件断言的前件P是真的。从这两个前提可以在逻辑上得出后件Q一定也是真的。
下面是符合这种肯定前件的论证的例子：
如果今天是星期二的话，那小明就要去上班。
今天是星期二。
所以小明要去上班。
这个论证是有效的的事实不能确保在论证中的任何陈述是真的；肯定前件的有效性告诉我们结论必然是真的，如果所有前提是真的。记住在其中一个或多个前提不是真的的有效论证是不可靠的论证，而如果所有前提都是真的，则这个论证是可靠的。在多数逻辑系统中，肯定前件是有效的。但是它的应用实例可以是可靠的也可以是不可靠的。
如果一个论证是肯定前件的并且前提都是真的，则它是可靠的。
前提都是真的。
所以，它是可靠的论证。
使用肯定前件的命题论证被称为是演绎的。
肯定前件也叫做"分拆律"。